# Utbildning

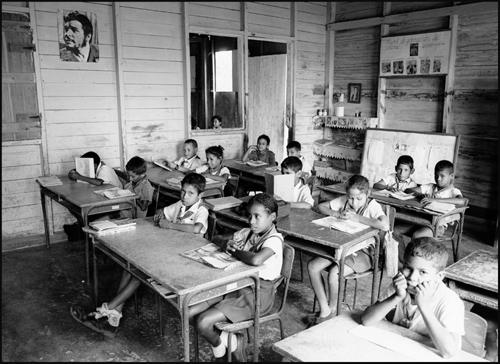
Ett klassrum, med elever i provinsen Guantánamo, Kuba.

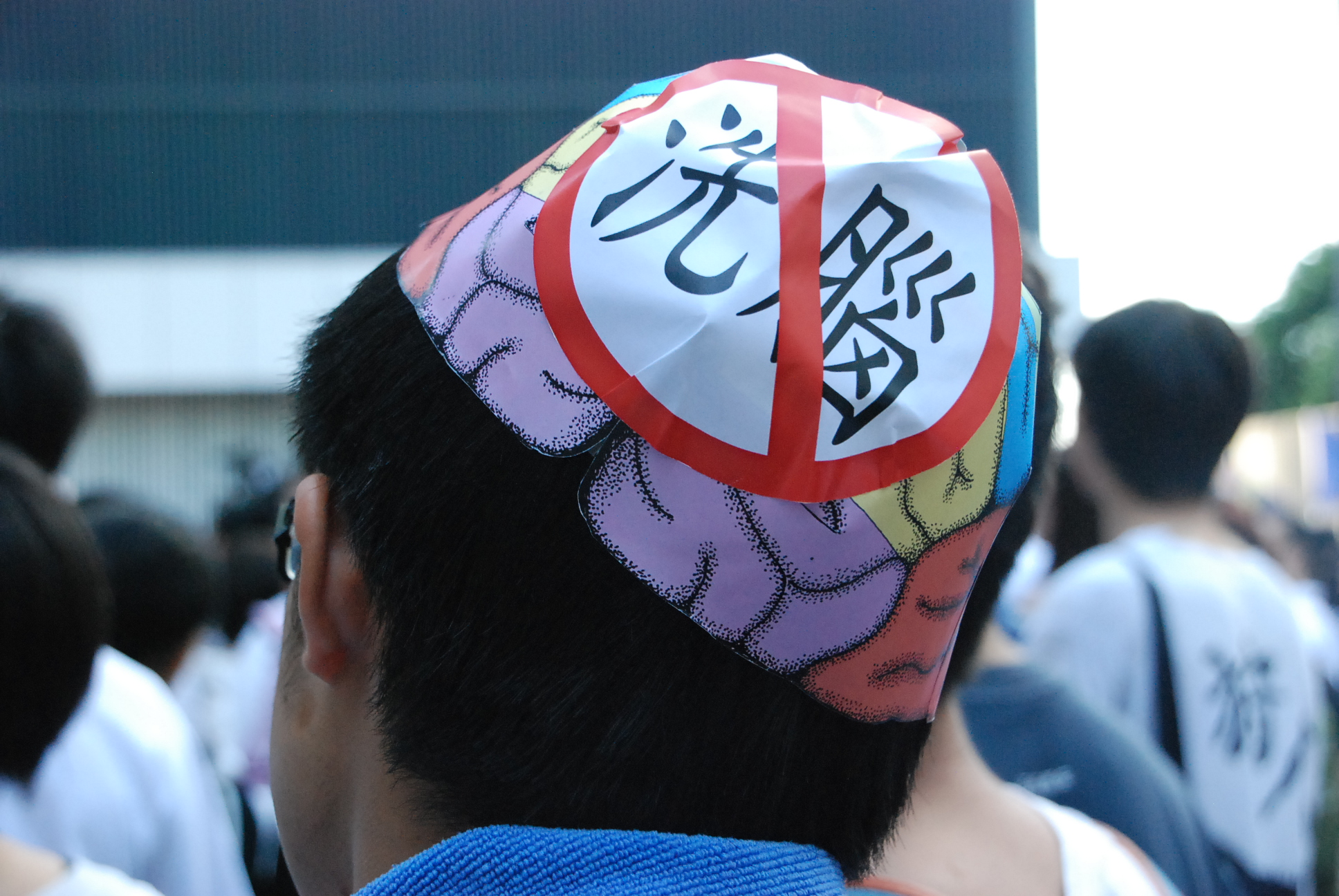
Indoktrinering i klassrummet, införlivandet av politiskt innehåll i studiematerialet eller lärare som missbrukar sin roll för att indoktrinera eleverna strider mot målen för utbildning som söker tankefrihet och kritiskt tänkande.

Utbildning är den, ofta målinriktade, process där någon genom systematisk undervisning och träning utvecklas och skaffar sig kunskaper, bildning och färdigheter. Med Lev Vygotskijs syn innebär all utbildning att individen fostras till förståelse av den kulturella begreppsvärlden.
Utbildning bedrivs i en mängd olika former världen över, och allas rätt till utbildning räknas till de mänskliga rättigheterna. Under 2000-talet har frågor om utbildning blivit alltmer omdiskuterat kopplat till frågor om ekonomisk utveckling och globalisering.
Enligt en internationell standard är utbildningssystemet som regel indelat i grundskola (eller primärskola), sekundärskola (ett stadium motsvarande gymnasieskola), och högre utbildning, som kan vara högskola eller universitet. Till detta kommer utbildning under tidig barndom, förskola. Sekundärskolan kan vara en yrkesskola, ett gymnasium eller förberedande skola inför universitet. Därtill brukar möjlighet till vuxenutbildning finnas, samt specialskolor och särskolor. I vissa länder finns möjlighet till hemundervisning som alternativ till reguljär skola.
Skolor och universitet kan vara allmänna (statliga eller kommunala) eller privata eller drivas i form av friskolor. Utbildning utanför det traditionella utbildningssystemet ges även av andra organisationer, till exempel företag, samfund, fackförbund, och folkrörelser. En fullgjord utbildning avslutas som regel med en examen eller en legitimation.

## Läran om utbildning
Läran om fostran och utbildning, pedagogik, inrättades som universitetsämne första gången i Halle under 1700-talet; världens förste professor i pedagogik var Ernst Christian Trapp som tilldelades titeln 1779. I Sverige utvecklades pedagogiken som föreläsningsämne strax därefter, inom filosofin, men som ämne fördömdes den av universiteten i Lund och Uppsala på 1820-talet, eftersom de hävdade att sådant praktiskt studium låg utanför universitetens område. Lärarutbildning, med praktisk pedagogik, skedde vid särskilda högskolor sent in i 1900-talet. Pedagogiken blev ett självständigt universitetsämne i Sverige under 1900-talets början, efter en lång diskussion med den gällande positivistiska vetenskapsteorin som utgångspunkt, huruvida pedagogik kunde betraktas som vetenskap.
Ämnet i sig kan liksom en stor del av filosofin spåras till Sokrates, Platon och Aristoteles. Några senare filosofer som gjort bestående bidrag till pedagogiken är Pierre Abélard, Thomas av Aquino, Vives, Erasmus av Rotterdam, Ratke, Johann Amos Comenius, Francke, John Locke, Rousseau, Basedow. Med Pestalozzi brukar ämnet sägas bli fristående från filosofin; till detta bidrog också psykologen Herbart. Historiskt kan alltså pedagogiken härledas till både filosofin och psykologin. Religionens framträdande roll har inneburit att pedagogiken därtill har många gemensamma nämnare med teologin. På grund av utbildningens samhälleliga förankring, brukar emellertid pedagogiken föras till samhällsvetenskaperna.
Pedagogiken syftar till att lära ut undervisningsmetoder, forska om utbildningens mål och väsen, och om fostrans innehåll, i formell utbildning, massmedia, och annan informationsverksamhet. Den berör identiteten, kompetens, fostran, värderingar, färdigheter och kunskaper, utveckling av kvaliteter i människan i relation till hennes samhälle, och bedöms efter hur detta uttrycks verbalt och genom aktiviteter. En del av utbildningsmålen fastställs politiskt, genom kursplaner och läroplaner. I de flesta länder finns departement i regeringarna som handhar utbildningsfrågor.
Några av den senare tidens främsta pedagoger är John Dewey, Jean Piaget och Lev Vygotskij.

## Historia och teori
Huvudartiklar: Pedagogisk filosofi och pedagogikens historia

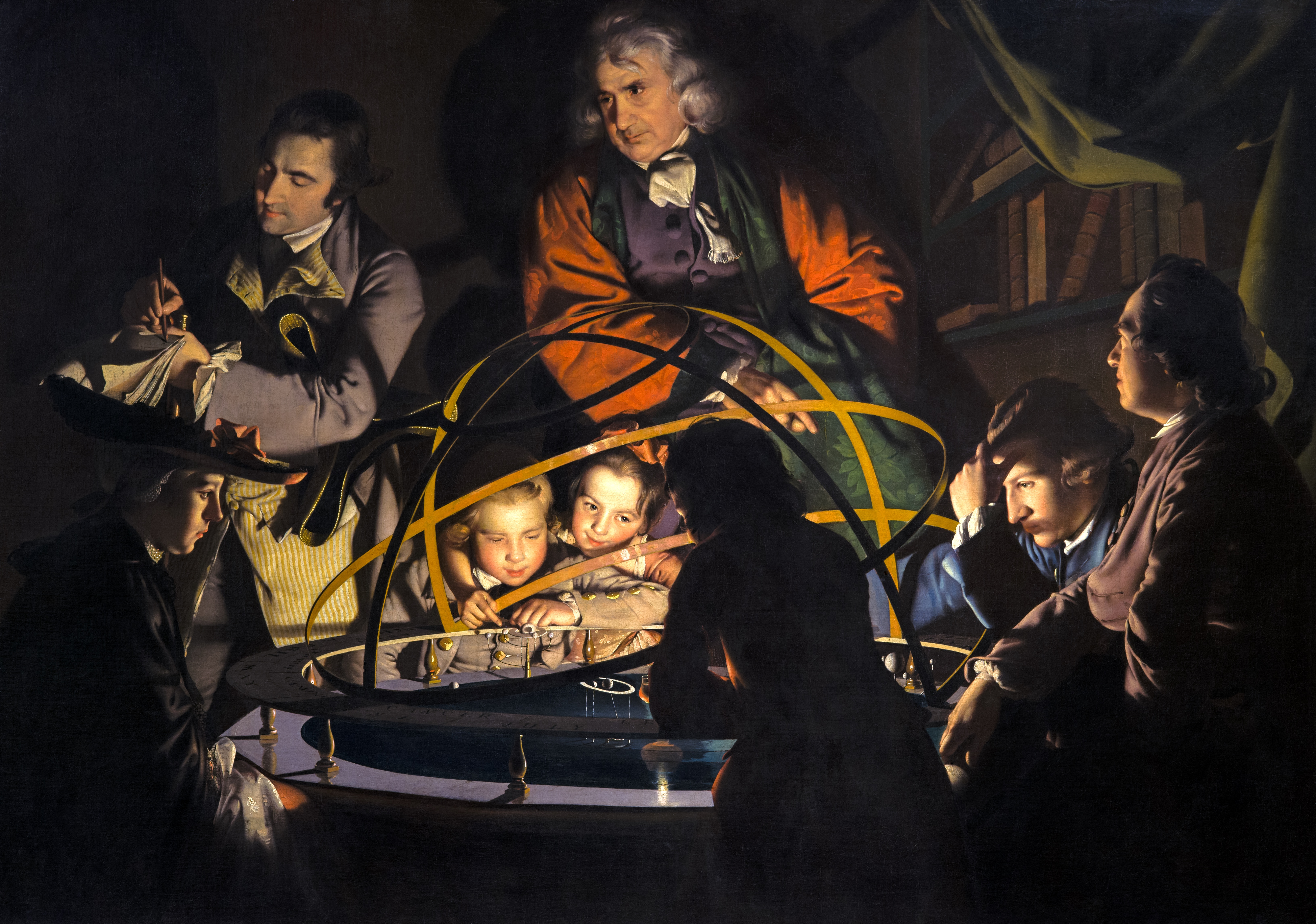
A Philosopher Giving that Lecture on the Orrery, in which a Lamp is put in place of the Sun, målning av Joseph Wright of Derby. Bilden föreställer barn som lär sig om astronomi

Ordet utbildning går tillbaka till ordet bildning. Ordet bildning (tyska: Bildung) blev ett modeord i den tyskspråkiga världen vid romantiken, och uppkom under 1700-talet. Innan dess användes formatio i de romanska språken med någorlunda samma innebörd, att forma den som mottar bildningen. Både ordet bildning och utbildning börjar uppträda i svenska språket under slutet av 1700-talet. Till en början betraktades orden som synonymer och alternerades utan någon betydelseskillnad, men har därefter blivit motsatser: utbildning sker målinriktat efter yttre regler och styrs av andra instanser än individen själv, medan bildning är en inre, frivillig process utan ett konkret mål.
Utbildning som fenomen är mycket äldre, och kan historiskt säkerställas från forntiden och antiken i Orienten och Medelhavsländerna. Dess historia sammanfaller med pedagogikens idéhistoria. I Kina, Babylonien och forntidens Egypten fanns ett behov av att utbilda skrivare, och där uppkom möjligen de första skolorna; de finns belagda fyra eller fem tusen år tillbaka. Spartanerna i antikens Grekland hade statliga institutioner för utbildning av medborgarna, från sju års ålder till den ålder då de skulle göra värnplikt, vid 20 års ålder. Syftet var uteslutande socialpedagogiskt: att skapa en kompentent militär, och att fostra spartanerna till att härska över heloterna. Dessutom utbildades de i musik, av patriotiska skäl, och i gymnastik, av fysiska skäl. Atenarnas utbildning innefattade även grammatik, varmed analfabetismen var sällsynt omkring 400 f.Kr. Förutom det patriotiska syftet, spelade utbildningen en etisk och religiös roll, såsom förmedlare av de gällande normerna. Från och med hellenismen blev gymnasierna, som ursprungligen var gymnastikundervisning, en högre läroanstalt. Platons akademi brukar tas för universitetens föregångare. Från och med hellenismen börjar individualpedagogiska idéer framträda, att utbildning sker för individens egen utveckling.

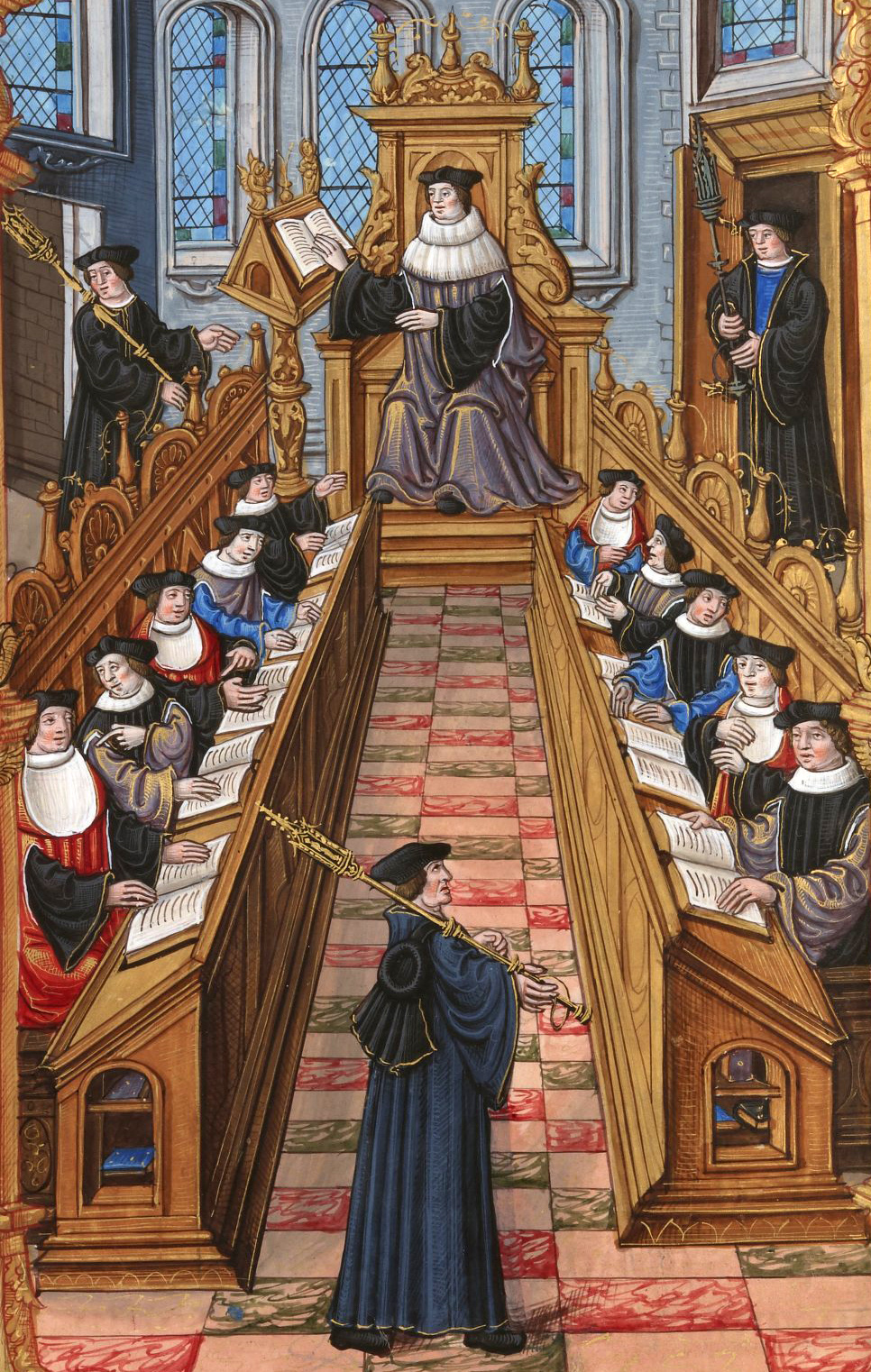
Sammankomst av doktorer vid universitetet i Paris. Miniatyr ur en medeltida handskrift av "Chants royaux". Från Bibliothèque National, Paris.

Åtminstone sedan de joniska naturfilosoferna under 500-talet f.Kr. har utbildningens idéhistoria befruktats med den kritiska nyfikenhet, som lett till uppkomsten av vetenskaplig forskning. Enligt Protagoras vetenskapsteori är den egna sinnesiakttagelsen vetandets enda källa (men som pedagog förordade han imitation). Sokrates framförde indirekt liknande åsikter, genom att han med sina dialoger ville dra ut själens rätta insikt, med den så kallade heuritiska metoden (som även har flera andra namn, till exempel majevtik, "förlossningskonst"). En sådan syn på vetenskap och kunskap står i konflikt till en syn på utbildningen som en process där kunskap och vetenskap lärs ut, antingen genom att få elever att imitera med övningar, eller genom (inläsnings- eller ) föreläsningsmetoden. Renodlad induktion eller heuritisk metod i undervisning förekommer emellertid inte i betydelsen att all kunskap skapas av eleverna själva: om människan vore hänvisad uteslutande till sina egna talanger skulle inte vetenskapen kunna utvecklas.
Genom att Sokrates såg utbildning från individperspektivet, brukar han framhållas som en av de tidigaste individualpedagogerna. Som en tidig socialpedagogisk teoretiker brukar han lärjunge Platon nämnas. Platon förordade i Staten en fostran som avsåg att gynna staten och samhället, genom att tillvarata och utveckla de olika anlag som individer enligt hans synsätt har medfödda, i deras naturer. På den grunden utarbetade Platon ett utbildningssystem, med olika utbildningar för olika stånd. Hans system var detaljerat i fråga om vilka ämnen som skulle läras ut, varför de skulle det, och vad utbildningen skulle få för konsekvenser för eleverna och staten. För Sokrates var den sanna kunskapen, som utbildning därför borde sträva efter, en inre insikt, en medvetenhet. En lärare skulle inte inpränta färdiga meningar i eleverna, inte tvinga på dem tankar som var främmande för dem, ansåg han. Sokrates har därför framhållits som föregångare till både upplysningsidealet och den freudianska psykoanalysen. Platon såg i det ståndsbaserade utbildningssystem som han uppställde, en målmedveten taktik att skapa den kompetens som staten behövde, i form av ledare, militär, och handelsmän. Med sin socialpedagogiska infallsvinkel, kunde Platon motivera att staten skulle bekosta all utbildning. Dessa två infallsvinklar på utbildningen har fortlevt, huruvida nyttan eller lycksaligheten skall vara bestämmande.
För dem som i första hand ser utbildning socialpedagogiskt, är undervisningen ett sätt att få samhället att fortleva: "Traditioner, sedvänjor, ceremonier, sagor och myter, religion och vetenskap fortplantas från de äldre till de yngre /.../ [undervisningen] är ofta efter sin tid, sällan före".
Sokrates syn på den självverksamma kunskapsinhämtningen, har varit den som utvecklat flest tekniker under senare tid. John Dewey framställde en ny utbildningsmetod under 1900-talet, learning by doing, som syftade till att elever skulle erfara eller utföra när de lärde, eftersom han menade att en ren föreläsnings- eller inläsningsmetod var alltför abstrakt för att göra det inlärda begripet. Den deweyiska utbildningstanken strider mot den passiva inlärningen som den klassiska utbildningen kännetecknas av. För Dewey var utbildning också i hög grad en demokratifråga, och hans syn antielitistisk. Projektmetoden, som är en form av den förra, har sedermera spridit sig till andra fält än utbildningen. Med den ökade demokratiseringen ökade elevernas medinflytande på sin utbildning under 1900-talet, till exempel genom problembaserat lärande, varmed synen på utbildning gått från passiv inlärning till en aktiv kunskapsinhämtning. En annan förändrad uppfattning består i att den mekaniska inlärningen, att lära sig en text utantill, minskat och förlorat status. I viss mån har dataprogram kunnat ersätta läraren i undervisningen.
Liedman skiljer å sin sida på en mekanisk och en organisk syn på människan som särskiljande för olika syn på till exempel universitetens roll. Den mekaniska synen innebär att människan är en lerklump som i bästa fall formas av skickliga pedagoger, och målet med skolning är en yrkesexamen. Den organiska synen på människan ser utvecklingen som något som styrs inifrån, med bildningen som mål och där läraren odlar sina elever som en trädgårdsmästare. Liedman vidhåller emellertid att all bildning kräver utbildning i någon utsträckning. Med bildningsidealet för utbildningen, som till exempel den hermeneutiska pedagogiken framhåller, sätts begreppsbildningen som mer primär. Enligt humankapitalteorin sker sällan kunskapsinhämtning för kunskapens egen skull, utan sker i ett bestämt syfte, till exempel för att göra karriär eller skaffa sig fördelar, vilket talar emot bildningsidealet. Några inflytelserika pedagogiska filosofiska riktningar under 1900-talet, är de analytiska, marxistiska, thomistiska, existentialistiska, kritiska och hermeneutiska. Utbildningssystemen i Skandinavien, USA, och England har traditionellt omfattat den analytiska filosofins grundsatser, att utbildning skall ske på empiriskt vetenskaplig grund och med en materiell världsbild. I Tyskland och Frankrike var existentialismen inflytelserik under mitten av 1900-talet och därefter, med en utbildningssyn som strävade efter att fostra fria och ansvarstagande individer. I den marxistiska pedagogiken finns en uttalad strävan efter att fostra socialistiska samhällsvarelser med kompetens som klasslösa kommunistsamhällen behöver. Nythomismen är den gällande pedagogiken i katolicismen. Den kritiska och den hermeneutiska pedagogiken syftar till att medvetandegöra genom utbildning. Centrala värdepedagogiska frågeställningar sedan efterkrigstiden har varit hur utbildning skall förhålla sig till elitism, samt hur konflikten skall lösas i att både verka för pluralism och att överföra normer som anses vara universella (demokrati, de mänskliga rättigheterna med mera).
Jean Piaget förändrade utbildningen i stora delar av världen, genom att hävda att barnets intellektuella utveckling genomgår stadier. Efter den tidiga barndomens utvecklingsfaser, inträffar enligt Piaget vid omkring 7 år de konkreta operationernas stadium, som vid ingången till tonåren utvecklas till de abstrakta operationernas stadium. När barnet är omkring 7 år kan det, menar Piaget, som regel föreställa sig saker som inte är direkt närvarande, och omkring 12 år testa hypoteser i tanken. Enligt Piagets teori kan alltså inte ett barn förstå logik före en viss ålder: att fråga vem som är längst av A, B och C om A är längre än B men kortare än C, är, menar han, bortkastat på en sjuåring. Teorin har kritiserats av Howard Gardner för att sakna globalt perspektiv, genom att utesluta skriftlösa kulturers inlärningsprocesser, och för att bara gälla den logiska formen av intelligens. Gardner menar i stället att det finns olika slag av intelligenser, och att de flesta människor har en av dessa mer uttalad. Till intelligenstyperna finns också olika slag av intelligensutveckling, menar Gardner. Enligt Gardners teori är utvecklingen mer flexibel än vad Piagets medger, inte bara vad beträffar underbarn eller barn med hjärnskador - därtill kommer individuella skillnader i utvecklingen av intelligenstyper. Gardner fäster också större vikt vid utvecklingen av jaguppfattningen som nyckel till utbildning av förmågor och tekniker.
Den så kallade medierevolutionen (radio, TV, biografer, internet), flyktingströmmar, och globaliseringen från och med 1900-talet, har lett till att det över hela världen varit nödvändigt att förhålla sig till kulturella möten i utbildningen. Mångfald och kulturell pluralism är i fokus i så kallad interkulturell pedagogik, som syftar till aktiv och ingående kunskap om andra kulturer.

## Former av utbildning

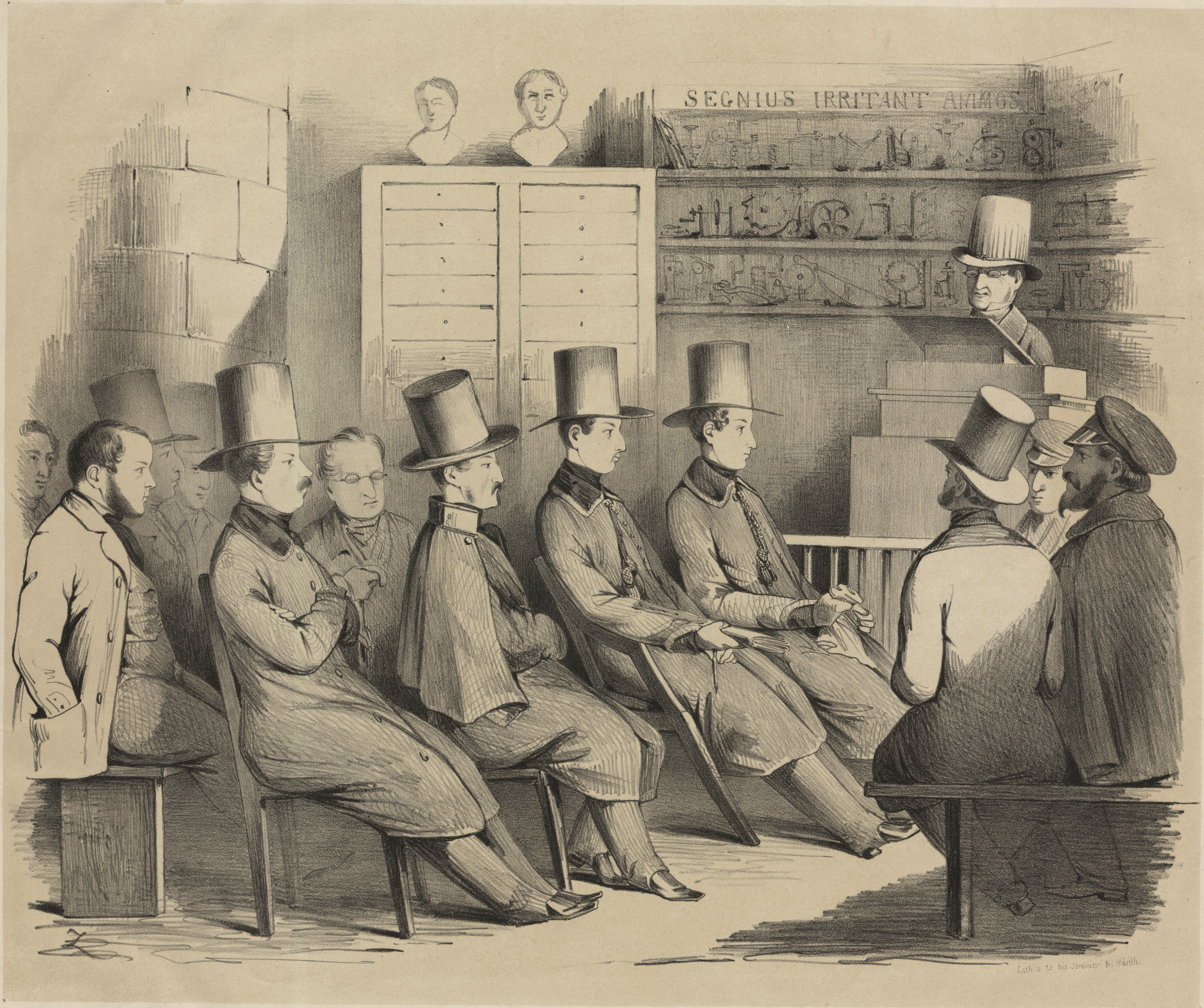
Prins Gustaf och hans två bröder på föreläsning med professor Lindblad vid Theatrum Oeconomicum, Uppsala universitet 1846.

Utbildning kan ske vid institutioner (lärosäten, skolor), som praktikant eller lärling vid arbetsplatser, eller bedrivas självständigt vid till exempel bibliotek. Som regel skiljs mellan formell utbildning, samt icke formell och informell utbildning. Med den formella utbildningen avses utbildning i det traditionella utbildningssystemet (grundskola, sekundärskola, universitet), eller andra utbildningar som ger formell kompetens, kompetens som ett samhälle accepterar som giltig och verifierbar. Informell utbildning avser det livslånga lärandet som sker dagligen genom kontakter, läsning och erfarenhet. Icke formell utbildning är sådan utbildning som bedrivs utanför det traditionella utbildningssystemet, av organisationer, företag eller intressegrupper.
Grundskolor, eller folkskolor, har funnits åtminstone sedan antikens Greklands högperiod, och detsamma gäller elementarskolor och högskolor för högre studier i naturvetenskap, religion, och filosofi. Under Jesu tid var det i Israel en religiös plikt att sända barn till skola, där eleverna skulle lära sig Mose lag och andra religiösa påbud. Vid romarnas erövring förstördes det judiska skolväsendet. I Sparta fick staten hand om barnen genom grundskolorna från 7 års ålder, eftersom barnen från den åldern bodde i särskilda skolförläggningar. Sådana inrättningar finns fortfarande kvar, i form av internatskolor och college. Skolväsendet i Aten hade inte samma statliga förankring, där en slav med titeln pedagog assisterade vid undervisningen och hämtade barnen om morgonen till skolan från hemmen. De atenska skolorna införde grammatiken som skolämne, varmed läs- och skrivkunnighet blivit ett obligatorium i de grundläggande utbildningsmålen. I nästan alla städer i den kända världen fanns i enlighet med Platons och Aristoteles pedagogik offentliga folkskolor, och utbildningen varade för pojkar och flickor från 7 till 14 års ålder.
Högre studier vid högskolor, universitet eller akademier har funnits sedan Platons akademi och utvecklades vidare under hellenismen. I Museion i Alexandria fanns bibliotek, professorer i medicin, geometri, astronomi, historia och filologi, en botanisk och en zoologisk trädgård, och forskning bedrevs där. Gymnasier för boklig utbildning på högre nivå fanns, men de var privatägda, varmed högre utbildning endast var öppen för de förmögna. Utbildningen som en boklig process hade alltså vid hellenismen blivit gällande, och undervisningen bestod till stor del av läsning. De som hade råd fortsatte efter gymnasiet till efebskolan, som erbjöd fysisk utbildning, och där läraren kallades magister.
Det romerska utbildningssystemet, som var statligt från kejsartiden, bestod av elementarskola (7-10 år), grammatikskola (11-15 år) och retorskola (16-20 år). Därtill fanns högskolor för rättsvetenskap. Västvärldens utbildningssystem föll samman när barbarerna intog Rom, eftersom germanerna inte hade något utbildningssystem. Det blev då kyrkan som förvaltade antikens utbildningstradition, i klosterskolor. Andra skolformer från medeltiden är kateketskolor, som fortfarande finns i Alexandria, katekumenskolor, borgarskolor, och riddarakademier. Kännetecknande för det medeltida skolsystemet var att indela skolformerna efter stånd, vilket också innebar att skolorna specialiserades efter elevernas behov av kunskaper. Vid riddarakademierna lärdes bland annat praktisk och teoretisk stridskonst till adelsmän, vilket kan ses som föregångare till militärakademier och militärhögskolor, men att kunna skriva var inte nödvändigt för en adelsman. Vid borgarskolorna lärdes bokföring, att läsa och skriva, och att räkna. Samtliga skolor hade en kyrkoman som ledare, och latin var obligatorisk kunskap: latinet var världsspråk, för utbildning, handel, politik.
Påven gav officiellt biskoparna i uppgift att ansvara för utbildningen på 600-talet, varmed katedralskolor uppkom. I många länder har fortfarande Kyrkan eller islam en framträdande roll i skolväsendet, bland annat jesuiter som driver många skolor, det islamiska Al-Azharuniversitetet, och fri- och privatskolor. I Sverige var biskoparna skolans högsta ansvariga långt in i 1900-talet, och utbildningen sorterade politiskt i Ecklesiastikdepartementet. De religiösa anspråken gjorde att utbildningen var öppen för alla, medeltiden igenom, vilket dock inte innebar att utbildningen var allmän: kyrkan strävade efter att finna begåvningar från alla samhällsklasser som kunde bli goda präster. Yrkesutbildning skedde tidigare alltid som lärling då de unga lärde sig yrkeshemligheter och färdigheter eller vid särskilda yrkesskolor som borgarna drev i städer, men från industrialiseringen blev denna organiserad i de statliga skolorna, som olika slag av sekundärutbildning, i Sverige till stor del integrerat i gymnasieskolan. Yrkesskolor finns emellertid i många västländer och på andra platser i världen, skilt från gymnasieutbildningen, som då uppfattas som en mer teoretisk utbildning.
Universiteten i västvärlden återuppstod under medeltiden, bland annat med universitetet i Paris, och likaså på kyrkans grund. Vid det medeltida universitetet kunde en 14-åring disputera, men ofta skedde det senare, efter sju år till kunde eleven ta licentiatexamen (lärarexamen), två år senare bli magister i filosofi, och först därefter kunde eleven studera de "högre" ämnena medicin, juridik eller teologi. Teologie doktor kunde man först bli efter fyllda 35 år. De nationella utbildningssystemen tar fortfarande den kalendariska åldern i stort beaktande, för tillträde till och examen från vissa utbildningsnivåer: man börjar grundskolan vanligen vid en viss ålder, kan inte ta examen förrän efter en annan ålder, eller inskrivas vid sekundärutbildning förrän dess, och så vidare.
Då de lägre utbildningsinstanserna uteslutande lärde ut kunskaper, blev universiteten dessutom säten för forskning efter avslutad universitetsutbildning. Disputationer har förekommit sedan 1100-talet med Pierre Abélard, och syftade inledningsvis till att öka det självständiga tänkandet hos filosofi- och teologistudenter. Disputationen var till 1800-talet en undervisningsmetod, och blev först därefter ett sätt att kvalitetssäkra en avhandling genom att opponenter söker problem med avhandlingens innehåll. Vid universitet kunde studenterna sedan antiken få ämbetsexamen, till exempel till jurist, bergman, kanslist, präst.
Folkbildningstanken, att alla medborgare är i behov av en viss grad av utbildning, uppkom i den tyskspråkiga världen under reformationen och återupptogs under romantiken, men hade föregångare redan under antiken. Den statligt eller kommunalt drivna, kostnadsfria, allmänna, obligatoriska grundskolan började uppkomma i Frankrike på 1800-talet, samtidigt som daghem inrättades. Skolformen anses numera vara norm, envars rätt till utbildning betraktas som en självklar mänsklig rättighet och rätten är lagstadgad i form av skolplikt.
Den tredelade uppdelning av utbildningen i primärskolor, sekundärskolor och högskolor eller universitet, som genom Unescos arbeten för allas rätt till utbildning är internationell, har med andra ord långa rötter. I Sverige är den belagd från 1600-talet. Den är dock i många länder förenad med en fjärde instans, en universitetsförberedande skola, som de amerikanska college, vilka formellt kan räknas som en sekundärskola. Utbildningens längd kan huvudsakligen bestämmas i tid och ålder, efter kunskapsmål, eller med en kombination av dessa. Antagning till primärskola sker ofta med flexibel skolstart, men vid den mentala ålder då barnet inträder i de konkreta operationernas stadium, då barnet på ett socialpsykologiskt plan börjar skilja på sig själv och andra.
Med individernas ökade rörlighet och med att fler universitet inrättats, har olika försök till internationell samordning gjorts, som Bolognaprocessen, för att kunna jämföra utbildningar från olika lärosäten. Unesco antog 2000 Dakarramverket för handling, "Utbildning för alla", där globala målsättningar för utbildning formuleras, huvudsakligen beträffande den elementära utbildningen.
Vid sidan av detta system har vuxenutbildning införts i många länder: folkhögskolor, studieförbund, studiecirklar, folkbibliotek. Många universitet har distansutbildningar och sommarkurser för vidareutbildning. Yrkesutbildning sker också i stor utsträckning vid olika utbildningsföretag, ofta i form av internutbildning för vidareutbildning av anställda. Utbildning ges dessutom av samfund och politiska partier, till exempel vid folkhögskolor och studieförbund.
Den första dövskolan bildades i Paris 1755, och därefter har flera sådana och andra specialskolor inrättats runt om i världen, samt särskolor för barn med utvecklingsstörning och för andra individer med särskilda behov.
Privat- och friskolor drivs dels av samfund, dels av företrädare för särskilda pedagogiska teorier, dels av andra utbildningsföretag. Som exempel på de pedagogiskt motiverade friskolorna kan nämnas Montessoriskolor och skolor med Waldorfpedagogik. En del utbildningsföretag har inriktat sig på utbildning på ett visst språk som inte är nationalspråk. Religiösa utbildningsinstitutioner finns från grundskola till universitet.

## Inlärning
Huvudartikel: Inlärning

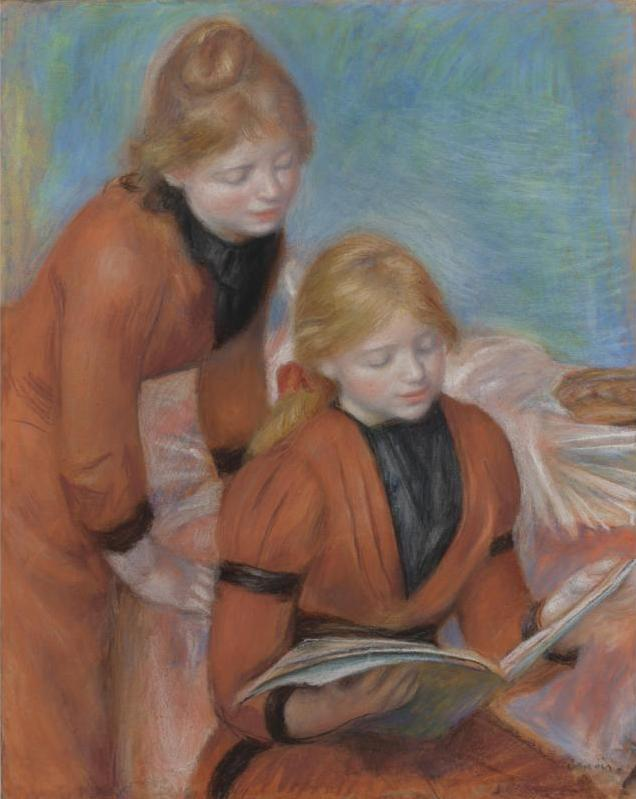
Att kunna läsa räknas som en mänsklig rättighet, och är ofta en förutsättning för utbildning. La Lecture, Pierre-Auguste Renoir (omkring 1889).

Inlärning har till en del en psykologisk dimension, och behandlas inom utvecklingspsykologin och intelligensforskningen. Barns, ungdomars och vuxnas inlärning är relaterad till respektive ålder, men de individuella variationerna är mycket stora vad beträffar till exempel förmåga att i en viss ålder ta till sig abstrakt kunskap eller att lära sig ett nytt språk. Bortsett från de psykologiska faktorerna, spelar hemmiljön och andra sociala betingelser en stor roll på inlärningen.
Inlärning kan definieras som en inre aktivitet genom vilken uppfattningar om företeelser och händelser i omvärlden förändras, vilket även kan sägas innebära att införskaffa sig kunskap. Primärt är inlärning beroende av minne, vilket i sin tur påverkas av hur meningsfull kunskapen ter sig för den som lär, motivation, och hur uppmärksam den är på det som ger kunskap. Av olika skäl förändras minnesbehållningen både kvantitativt (delar glöms) och kvalitativt (genom förvanskningar).
Människor använder olika inlärningstekniker, ibland i olika sammanhang, ibland är de personlighetsdrag. Somliga har en ytinriktning i inlärningen, då fokusen ligger på texten och orden, andra har en holistisk inlärning, där inlärningen fokuseras på den djupare innebörden och textens mening. De senares minne innehåller oftare slutsatser om det inlärda, än vad fallet är med de som lär sig ytinriktat. Samtidigt har ofta de med holistisk inlärning djupare kunskap.
Olika slag av inlärning kan också ingrupperas i signalinlärning, instrumentell inlärning, kognitiv inlärning och social inlärning.
För att testa den aktiva inlärningen vid utbildning, ställer som regel utbildningsinstitutioner krav på att eleven skall göra skriftliga och muntliga prov. Andra kontrollfunktioner är uppsatser och lärlingsprov. På sådana grunder sätts sedan ofta betyg på hur effektiv inlärningen varit.

## Undervisningsmetoder
Huvudartikel: Undervisningsmetoder
Färdigheter och mentala kunskaper lärdes under forntiden och antiken ut på likartat sätt: eleven såg hur äldre generationer gjorde och härmade dem eller lärde sig detta utantill. En sådan undervisningsmetod brukar kallas imitation eller mekanisk inlärningsmetod. Imitation har fortfarande en plats i undervisning, till exempel genom att lära sig uttal av ett främmande språk, som socialisation, eller lära sig en av andras erfarenhet beprövad teknik. Till imitationen som metod hör övningsuppgifter, där eleven repeterar det som skall läras in, och övning och upprepning - att "nöta in" - anses vara överlägsna och ofrånkomliga i undervisningen, eftersom det ökar minnesbehållningen. Imitationen lämnar inget utrymme för elevens individualitet, självständiga tänkande eller kreativitet, och uppfattas ofta som en auktoritär metod som bör undvikas i de fall det går.
Undervisningsformen har likheter med en annan av de allra äldsta metoderna: föreläsningen. Till en del kan föreläsningsmetodens uppkomst förklaras praktiskt i bristen på böcker i äldre tider. Vid en föreläsning läser eller berättar läraren, medan eleverna antecknar. När böcker blev vanligare ersattes högläsningen med kommentarer och förklaringar till läroböckerna. Vid föreläsningen ges eleverna möjlighet att ställa frågor om läroböckerna (så kallad textanalys), men undervisningsformen ses i ett nutida perspektiv gärna som en passiv form av inlärning. Föreläsningsmetoden kan förenas med den mekaniska, genom att elever efter föreläsning om till exempel språk får öva kunskaperna i övningsböcker.
En annan lärarledd undervisningsmetod är den sokratiska heuritiska metoden, där läraren ger eleverna frågor som skall leda dem till de rätta svaren. Metoden bygger på den antika föreställningen att naturen givit alla människor den sanna kunskapen, men att denna hade glömts. Senare har den använts för utveckling av den logiska förmågan. Den har likheter med disputationsmetoden, som dock kan vara mer konfrontativ, och söka fel hos elevernas slutledningar. Den heuritiska metoden kallas ibland induktion, eftersom eleverna genom enskilda sanningar skall sluta sig till kunskapens helhet, i stället för genom deduktion, när läraren ger premisserna.
Från 1700-talet började den mekaniska undervisningsmetoden att möta skarp kritik, av bland andra Rousseau och Basedow. Basedow införde leken som undervisningsmetod, och strävade efter visualisering, till exempel genom att bygga upp stora jordglobar som användes till geografiundervisningen. Sedan denna tid har abstrakt inlärning ersatts med aktivisering, åskådliggörande och konkretisering om det är möjligt, vilket till en del motiverats med att allt flera fått utbildning, även de som har svårt att ta till sig abstraktioner.
De så kallade progressiva och elevstyrda metoderna har därefter blivit flera, och den direkta undervisningen minskat: Dewyes learning by doing, projektmetoder, seminarieövningar, instuderingsuppgifter, grupparbeten, och problembaserat lärande är några sådana. Lärarens roll har delvis ersatts av självinstruerande hjälpmedel, där datorn givit många undervisningsprogram för alla stadier, samt med till exempel linguaphone och brevkurser, som delvis ersatts av motsvarigheter via internet. De praktiska motiven för de senare undervisningsmetoderna är att elev och lärare inte behöver samordna en fysisk sammankomst, åtminstone inte lika ofta. De progressiva metoderna, som både kan vara individuella eller samarbetsinriktade, uppfattas av dess förespråkare som mindre auktoritära och mer pluralistiska, mer konkreta och därigenom effektiva, leda till holistisk inlärning, samt socialt befrämjande. Lärarens roll i sådan undervisning blir vägledande eller interaktiv.

## Utbildning och språk
Språk och kommunikation är fundament i all utbildning, inte minst genom att kunskap huvudsakligen förmedlas språkligt. Ofta värderas elevers inlärning på språkliga grunder. Språkkunskaper är också målsättningar i den formella utbildningen, i att fördjupa kunskapen om det egna språket, lära sig ett fackspråk, eller ett andraspråk.
Genom att kyrkan fick hand om utbildningen vid medeltiden och genom att latinet var världsspråk, skedde den högre utbildningen i västvärlden på latin fram till 1700-talet. För att kunna genomgå universitetsutbildning krävdes alltså att individen behärskade latin tillräckligt väl för att förstå språket i tal och text, och att själv kunna uttrycka sig på språket. I viss mån har engelskan under 1900-talet tagit latinets plats i västvärlden: kurslitteratur är ibland på engelska, och en som studerar på högre nivå förväntas både förstå och kunna uttrycka sig obehindrat på engelska. Ett andraspråk räknas ofta till de elementära kunskaper som skall läras ut i grundskolan.
Undervisning på och om modersmålet brukar motiveras antingen på patriotistiska eller nationalistiska grunder, eller på kognitiva. Att undervisning skall ske på elevens modersmål har inte alltid varit norm - eller omvänt: undervisningen har inte alltid varit anpassad efter elevernas språkliga villkor. Från Comenius förekom undervisning på modersmål parallellt med latinet, för att sedan undantränga det andra språket, men bara för dem som talade majoritetsbefolkningens språk. Med nationalismens tilltagande under 1800-talet, fanns en uttalad politisk strävan att med språklig konformitet konstruera nationalstater, där respektive lands utbildningssystem användes i detta assimilationspolitiska syfte att undervisa på nationalspråket, oavsett vilket modersmål eleverna hade.
Fram till slutet av 1900-talet förekom inte grundskoleutbildning i statlig regi för minoritetsgrupper på eller om deras modersmål. Det finns flera tolkningsperspektiv på de grundläggande orsakerna. Somliga ser det i ett maktperspektiv, andra som huvudsakligen grundat på en assimilationspolitik, och ytterligare några som att den kulturella attityden till minoriteter förändrades vilket ledde till en omvärdering av hemspråksundervisning. För Sveriges del infördes modersmålsundervisning i samiska och andra minoritetsspråk under 1960-talet.
Språkundervisning i nationalspråket och andra språk ges som regel stort utrymme i grundskolor. Utbildning i nationalspråket har delvis en språkvårdande funktion, men motiveras framför allt av att kunskapen är nödvändig för att individen skall kunna fungera i samhället. Detta gäller oavsett om personen har nationalspråket som modersmål eller inte. Undervisning i andra språk sker för att underlätta internationell förståelse och utbyte mellan människor med olika modersmål. Förr ansågs tvåspråkighet ha negativ inverkan på individen, men detta omvärderades under 1970-talet. Attityder till flerspråkiga miljöer (diglossi) innefattas i den pedagogik som handlar om kulturell mångfald, och har varit högprioriterade för pedagogiken i länder med stor invandring, sedan 1990-talet. Språkproblem som dyslexi är ytterligare ett område där det gjorts stora insatser för att kunna uppnå målsättningar om allas rätt till utbildning.

## Utbildning och grupprocesser

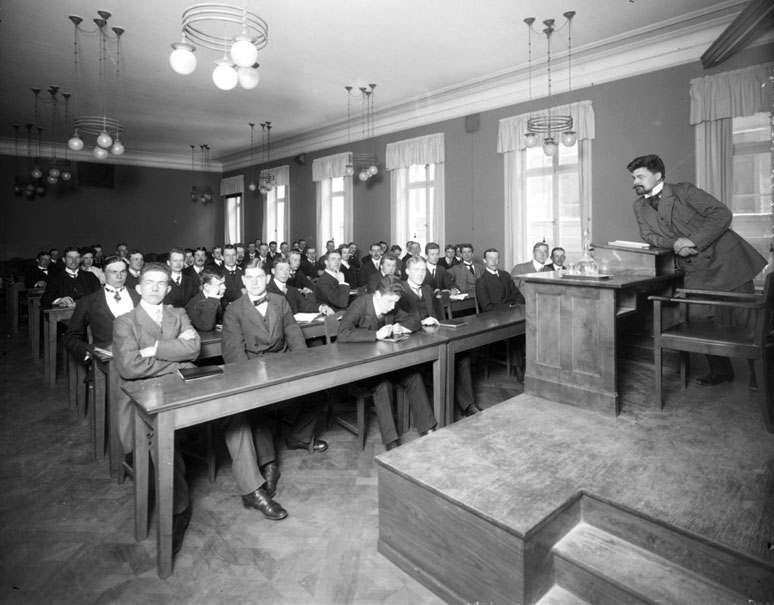
Föreläsningssal på Handelshögskolan i Stockholm vid Brunkebergstorg 2, år 1911

Kommunikation, samarbete och gemensam läsning i undervisningen (tillsammans eller enskilt) har en annan aspekt: de skapar interaktion och gemensamma begrepps- eller föreställningsvärldar. Eftersom större delen av all formell utbildning sker i grupp, utgör grupprocesser utbildningens förutsättningar, medel, och mål. Den sociala miljön i en utbildning kan vara inriktad på tävlan eller samspel; som regel förordas dock samspel eftersom gruppdynamiken gynnas, och i tävlan finns det oundvikligen förlorare.
Allt samarbete påverkas av individernas respektive jaguppfattningar. Till jaguppfattningen hör självaktning, de komplexa sociala identiteterna som eleverna redan har och också utvecklar utanför utbildningen, men kan parallellt definieras i termer av det existerande självet, det önskade självet, och det presenterade självet (hur individen visar sig för andra). Bildandet av jaguppfattning (individuationsprocessen) är i sig en inlärningsprocess, och beroende av de grundläggande mänskliga behoven (till exempel tillgivenhet, kärlek, samhörighet, kontaktbehov). En långvarig utbildning, som grundskola, kommer ofrånkomligen att påverka jaguppfattningen. Därför ingår utveckling av elevrelationer i lärares uppgifter.
Lärares ledarroll i en utbildningsgrupp (skolklass, kursmedlemmar) formas av deras förväntningar på de respektive individerna. Negativa förväntningar som lyser igenom kan leda till självuppfyllande profetior, positiva verka uppmuntrande. Beteendeproblem hos elever kan bero på sådana negativa förväntningar. De normer och den konformitet som utvecklas i en grupp är läraren ansvarig för, och samtidigt för att balansera detta mot bevarandet av individualiteten hos eleverna. Dessa faktorer utgör grunden för både positivt samspel, och för grupptryck, mobbning och ångest. Som riktlinje i de flesta utbildningssystem ställs att graden av individualitet inte får inverka negativt på förmågan att fungera i samhället, och att skolans mål är att lära eleverna att anpassas till den sociala gemenskapen.
Utbildningsgruppen påverkas av de formella och informella gruppstrukturerna, som avgörs av social status och inflytande. Hur en grupp samarbetar är delvis beroende av åldern på de som ingår i den: ömsesidighet utvecklas först omkring 12 års ålder, äldre personer har ofta en redan etablerad jaguppfattning och är mindre formbara, små barn samspelar egocentriskt. Samspelet i gruppen påverkar kunskapsinhämtningen hos individerna.
Ledarskapet läraren har förutsätter makt, men vad som betingar makten, och hur ledarskap bör bedrivas, är mycket ideologiskt färgat. Kommunikation är det yttersta redskapet till all form av ledarskap. Kommunikation har dels en verbal nivå, dels en psykologisk: inställningen till vem som säger en sak kan ibland vara mer avgörande än vad som faktiskt sägs. Eftersom läraren både har en roll i gruppen och ansvar för grupprocesserna, har vederbörande en dubbelroll och måste kunna analysera sig själv utifrån.

## Utbildningens innehåll
Utbildningens innehåll är i hög grad bestämt av synen på utbildningens mål. Vad som inte skall läras ut, kan ibland vara lika kontroversiellt som vad som skall läras ut. Synen på religionens roll och hur religion skall läras ut till barn är även i en vidare bemärkelse en fråga som är ytterst omtvistad.
Enligt FN:s allmänna deklaration om de mänskliga rättigheterna skall utbildningen "syfta till att utveckla personligheten till fullo och till att stärka respekten för de mänskliga rättigheterna och de grundläggande friheterna. Utbildningen skall också främja förståelse, tolerans och vänskap mellan alla nationer, rasgrupper och religiösa grupper samt främja Förenta nationernas verksamhet för fredens bevarande" (artikel 26). Där talas också om en "elementär utbildning" som skall vara obligatorisk. Den elementära utbildningen omfattar till exempel läs- och skrivkunnighet, grundläggande kunskaper i matematik (de fyra räknesätten), och samhällskunskap.
All undervisning och uppfostran brukar sägas ha börjat i familjen och hos yrkesutövare. Dessa pedagogiska uppgifter har till en del tagits över av utbildningssystemen i världen. De första skolorna, som utbildade skrivare, lärde inte bara ut kunskapen att skriva och läsa: med dessa färdigheter fick eleverna också tillgång till rättslärorna, traditionerna och källorna till den religiösa kulten. I antikens Grekland behövdes patrioter och militärer som försvarade stadsstaterna, och utbildningen var inrättad därefter. När politiken demokratiserades i Grekland, uppstod en efterfrågan på kunskaper i retorik, vilket sofisterna lärde ut. Utbildning och bildning sammanfördes i det övergripande ordet pedeia, som syftade till livslångt lärande. Romarna kallade utbildningsämnena för de sju fria konsterna, sju ämnen som var hierarkiskt indelade efter hur de värderades.
Antikens nationalism var tillfälligt utagerad under medeltiden, då kyrkan gjorde anspråk på universalism. I stället för lojalitet mot staten, lärdes de kristna buden. Renässansen upptog antikens nationalism, och återupprättade eller skapade folkspråken, även som utbildningsspråk. Gemensamt med det antika utbildningsidealet hade dock såväl medeltiden som senare bildningstraditioner satt den litterära, filosofiska och vetenskapliga bildningen som utbildningens målsättning. 

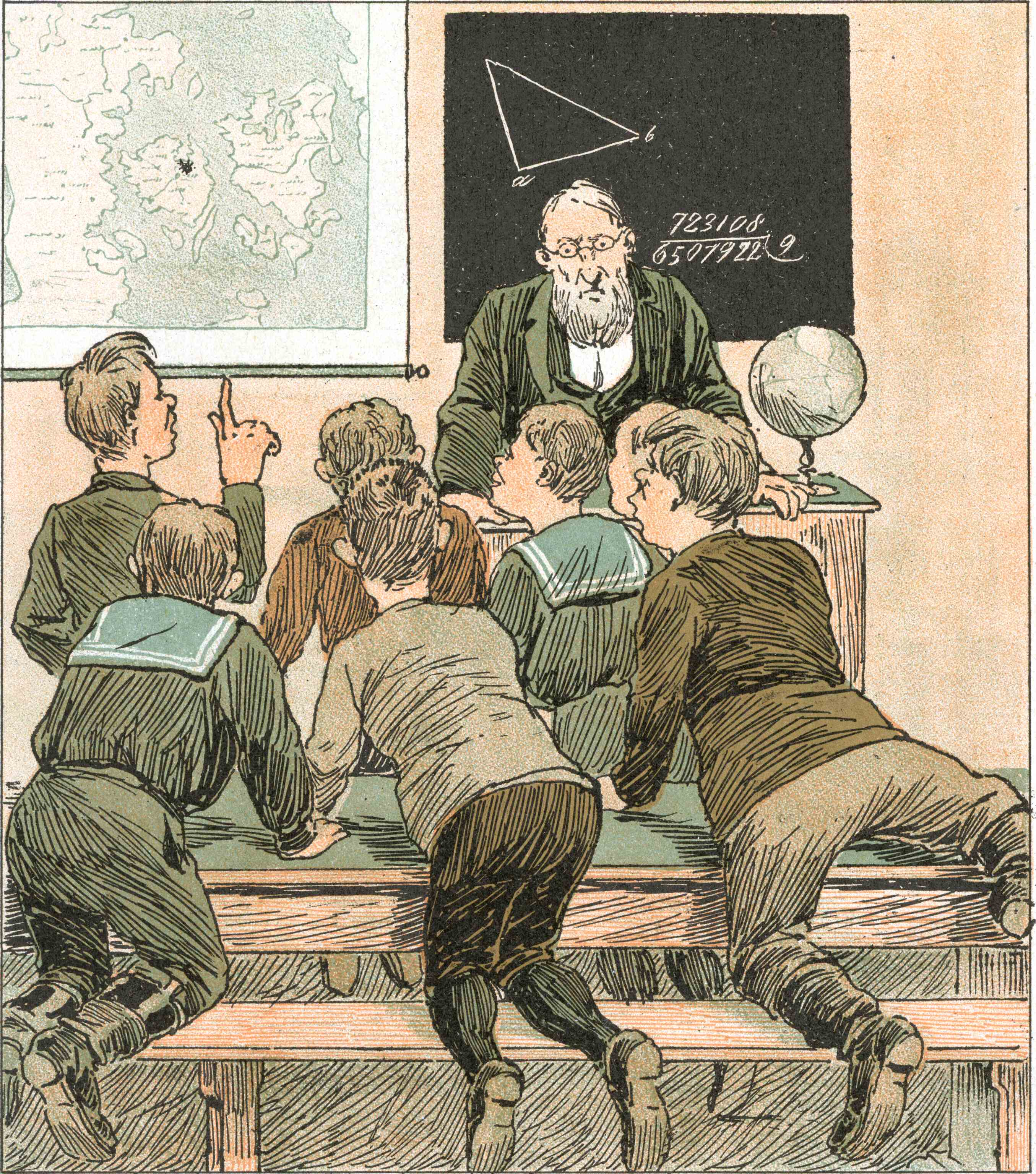
Klassisk undervisningssituation, där en lärare sitter bakom en kateder med den svarta tavlan bakom sig, och eleverna framför sig.

Kunskaper i teknik värderades inte tillräckligt högt för att ämnet skulle införas vid universiteten förrän under nyare tiden. Dessförinnan gavs utbildning i detta ämne i borgarnas stadsskolor. Universiteten var fram till upplysningstiden huvudsakligen upptagen med sådan kunskap som hörde till antiken och kristendomen. Från humanismen och upplysningen, men uttalad först från industrialiseringen, inträffade en långsam omvändning till sekularism i synen på utbildning, i samband med att även vetenskaps- och kunskapsbegreppen förändrades på bekostnad av Kyrkans forna tolkningsföreträde. Denna omvändning har lett till att matematiken blev ett självständigt ämne under 1600-talet, och till att naturvetenskapen fått flera nya underämnen från 1800-talet.
Det har sedan urminnes tid svängt flera gånger i synen på vad utbildningen skall tjäna till: bildning eller praktiska färdigheter. En traditionell skiljelinje i bildningsideal går mellan humaniora och naturvetenskaperna, av britten CP Snow 1959 kallade "de två kulturerna", men klyftan dem emellan kan spåras mycket längre tillbaka. De båda "kulturerna" har traditionellt olika bildningsideal, men konflikten handlar också om ekonomiska resurser, och de skilda vetenskapsteorierna och förklaringsmodellerna som "kulturerna" har. Humanioran har haft svårt att legitimera sin existens, eftersom dess bildning inte leder till en direkt synbar samhällsnytta, utan oftare hänvisat till individens inre utveckling som legitimitet. Naturvetenskapliga ämnen har ibland tillhandahållit naturvetenskapliga förklaringar på humaniorans områden, med ett synsätt som skilt sig från humaniorans. Humanioran betraktar å sin sida naturvetenskaperna som mänskliga konstruktioner, vilket utmanar de naturvetenskapliga sanningsanspråken. Samhällsvetenskapen betraktas ibland som en tredje "kultur". Enligt Emma Eldelin har motsättningarna skärpts mellan kulturerna, i fråga om vetenskaplig hegemoni och tolkningsföreträde. Ibland förklaras skillnaden mellan kulturerna som att humanioran står för bildning, ett synsätt som dock har angripits.

## Utbildning och ideologi

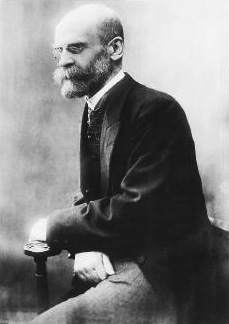
Émile Durkheim

Ett lands utbildningssystem kan sägas ha en autonomi genom att vad sann kunskap och utbildning är bestäms vid akademier och vid universiteten, och lärs ut i lägre stadier. I utbildningssystemet, menade sociologen Émile Durkheim i L'évolution pédagogique en France (1938), finns en självreproduktion, men därmed såg han utbildningsväsendet som mer konservativt än Kyrkan. Vid sidan av självreproduktionen är utbildningssystemet förknippat med samhällets sedvanor, traditioner, etablerade synsätt och idéer, skrev Halbwachs i förordet till Durkheim. Med Pierre Bourdieus och Jean-Claude Passerons ord fungerar utbildning som "en serieproduktion av identiskt programmerade individer /.../ av standardiserade bevaringssystem och överföringsinstrument". I utbildningssystemet finns också, påpekar de, ett urvalssystem av individerna. Några utses att efter utbildningen vidmakthålla utbildningsinstitutionen och de normer den representerar.
Utbildning kan därför sägas ha en dubbel funktion: den interna och konkreta inlärningen, och att upprätta de externa relationerna genom att förmedla det givna samhällssystemet och världsuppfattningen till yngre generationer. Socialister har därför i utbildningssystemen sett klassamhällets bevarande funktion, som en ideologisk statsapparat. Bland de som behandlat utbildningens politiska funktion finns Antonio Gramsci, Louis Althusser, Pierre Bourdieu, Jean-François Lyotard, och till viss del Michel Foucault, samt idé- och lärdomshistoria som universitetsämne. Några av Foucaults mest centrala teorier har överförts till synen på utbildning, och där fått stort genomslag. Sådan överföring är studier av "rationaliteterna av styrning" i skolorna, normaliseringsprocesser samt undervisningsdiskursens konstruktioner av identitet och praktiker; studierna syftar ofta till att verka för förändring där Foucaults teorier kan appliceras, och för självstyrande elever. Självstyrningen, elevdemokrati, har antagits som riktlinje för utbildningen i bland annat Sverige.
För att utbildningsprocessen skall kunna äga rum, krävs att några förutsättningar uppfylls: att utbildningssystemet accepteras generellt som neutralt och inte betraktas som indoktrinering, att urvalssystemet är baserat på flit, förtjänst och begåvning, samt att utbildningssystemets auktoritet allmänt erkänns. Sådana bevekelsegrunder ligger bakom krav på friskolor där samhällsgrupper med andra samhällsuppfattningar än majoriteten kräver att deras barn skall utbildas enligt deras världsbild, till exempel religiösa friskolor där barn utbildas enligt islam eller andra religioner. Samma bevekelsegrunder kan också ligga bakom avvisandet av sådana friskolors existensberättigande.
Liberaler har, i synnerhet i England, kritiserat ett statligt monopol på utbildningen och värnat om privat- och friskolornas fortbestånd. I många länder finns såväl privata som statliga universitet. Andra, från olika politiska håll, har sett det som ett hot mot demokratin att göra åtskillnad på tillgången till utbildning efter förmögenhet eller föräldrars världsuppfattning, eller att förutbestämma barns framtid i klass- eller ståndsspecialiserad utbildning.

## Utbildning i olika delar av världen
- Utbildning i Danmark
- Utbildning i Finland
- Utbildning i Norge
- Utbildning i Sverige
- Utbildning i Tyskland
- Utbildning i USA